# Paratachys obtusiusculus
Paratachys obtusiusculus é uma espécie de insetos coleópteros pertencente à família Carabidae.
A autoridade científica da espécie é Jeannel, tendo sido descrita no ano de 1941.
Trata-se de uma espécie presente no território português.